# KONS Kulturno društvo za umetnost
KONS Kulturno društvo za umetnost je slovensko društvo iz Trsta, ki združuje likovnike, slikarje, striparje, grafike, kiparje, fotografe, multimedijske oblikovalce, režiserje, arhitekte, likovne pedagoge in ljubitelje vizualne umetnosti nasploh.
Društvo je naslednik Društva zamejskih likovnikov, ki je nastalo med Slovenci v Italiji leta 1980 z željo po ohranjevanju slovenske kulturne dediščine in z namenom, da bi si lahko umetniki izmenjevali izkušnje ter bi se lahko soočali med sabo, povezovalo je umetnike iz Tržaškega in Goriškega.
Društvo KONS promovira in prireja razstave članov v Italiji, Sloveniji in tudi drugod, večkrat sodeluje z drugimi kulturnimi društvi. Prireja tudi likovne delavnice predvsem za mlade, da bi lahko spoznali nove likovne izraze in tehnike in da bi lahko gojili lastno ustvarjalnost. Društvo si prizadeva, da bi lahko mlajši umetniki in ustvarjalci, ki drugače nimajo izkušenj in možnosti za razstave, bili predstavljeni širši javnosti in prireja razstave v znanih razstavnih galerijah, ki nudijo veliko vidljivosti.
V društvu KONS je sodelovalo mnogo umetnikov, ki so pustili svoj značilni pečat v slovenski umetniški zgodovini. V letu 2025 je predsednik društva Franc Vecchiet.